# RC Reppel
Racing Club Reppel was een Belgische voetbalclub uit Reppel. De club ontstond in 1968 en speelde in een rode uitrusting.

## Geschiedenis
Racing Reppel sloot zich in 1968 aan bij de KBVB. Op slechts enkele jaren na speelde men voor de opheffing 30 jaar lang in tweede provinciale. In totaal speelde men 35 van de 54 jaar uit haar bestaan in tweede provinciale.
Reppel had nooit een bloeiende jeugdwerking. Ondanks dat men werd gezien als de kleinere broer van Bocholter VV en KGS Bree-Beek, behaalde men op provinciaal niveau furore. Deze kleinere spelersvijver werd echter de doodsteek voor de club. Men kondigde in januari 2022 haar vereffening aan.

## Resultaten
| Seizoen | Klasse | Klasse | Klasse | Klasse | Klasse | Klasse | Klasse | Klasse | Klasse | Reeks                                                    | Punten                                                   | Opmerkingen                                                                      |                                           |
|         | I      | I      | II     | III    | IV     | P.I    | P.II   | P.III  | P.IV   | Vanaf 1952/53 zijn er 4 nationale niveaus                | Vanaf 1952/53 zijn er 4 nationale niveaus                | Vanaf 1952/53 zijn er 4 nationale niveaus                                        | Vanaf 1952/53 zijn er 4 nationale niveaus |
| ------- | ------ | ------ | ------ | ------ | ------ | ------ | ------ | ------ | ------ | -------------------------------------------------------- | -------------------------------------------------------- | -------------------------------------------------------------------------------- | ----------------------------------------- |
| 2004/05 |        |        |        |        |        |        |        | 10     |        | Derde Prov. Lim. A                                       | 33                                                       |                                                                                  |                                           |
| 2005/06 |        |        |        |        |        |        |        | 2      |        | Derde Prov. Lim. B                                       | 67                                                       |                                                                                  |                                           |
| 2006/07 |        |        |        |        |        |        |        | 1      |        | Derde Prov. Lim. B                                       | 68                                                       |                                                                                  |                                           |
| 2007/08 |        |        |        |        |        |        | 6      |        |        | Tweede Prov. Lim. A                                      | 46                                                       |                                                                                  |                                           |
| 2008/09 |        |        |        |        |        |        | 5      |        |        | Tweede Prov. Lim. A                                      | 50                                                       |                                                                                  |                                           |
| 2009/10 |        |        |        |        |        |        | 9      |        |        | Tweede Prov. Lim. A                                      | 45                                                       |                                                                                  |                                           |
| 2010/11 |        |        |        |        |        |        | 4      |        |        | Tweede Prov. Lim. A                                      | 51                                                       | Verloren (8-3 in tot.) in eerste ronde van promotie-eindronde tegen KDH Jeuk.    |                                           |
| 2011/12 |        |        |        |        |        |        | 3      |        |        | Tweede Prov. Lim. A                                      | 54                                                       | Verloren (4-3 in tot.) in eerste ronde van promotie-eindronde tegen SK Moelingen |                                           |
| 2012/13 |        |        |        |        |        |        | 3      |        |        | Tweede Prov. Lim. A                                      | 54                                                       |                                                                                  |                                           |
| 2013/14 |        |        |        |        |        |        | 9      |        |        | Tweede Prov. Lim. A                                      | 44                                                       |                                                                                  |                                           |
| 2014/15 |        |        |        |        |        |        | 11     |        |        | Tweede Prov. Lim. A                                      | 38                                                       |                                                                                  |                                           |
| 2015/16 |        |        |        |        |        |        | 12     |        |        | Tweede Prov. Lim. A                                      | 36                                                       |                                                                                  |                                           |
|         | 1A     | 1B     | 1Am    | 2Am    | 3Am    | P.I    | P.II   | P.III  | P.IV   | Vanaf 2016-17 zijn er 3 nationale en 2 regionale niveaus | Vanaf 2016-17 zijn er 3 nationale en 2 regionale niveaus | Vanaf 2016-17 zijn er 3 nationale en 2 regionale niveaus                         |                                           |
| 2016/17 |        |        |        |        |        |        | 13     |        |        | Tweede Prov. Lim. A                                      | 35                                                       |                                                                                  |                                           |
| 2017/18 |        |        |        |        |        |        | 2      |        |        | Tweede Prov. Lim. A                                      | 57                                                       | Verloren (2-1 in tot.) in eerste ronde van promotie-eindronde tegen FC Landen.   |                                           |
| 2018/19 |        |        |        |        |        |        | 9      |        |        | Tweede Prov. Lim. A                                      | 42                                                       |                                                                                  |                                           |
| 2019/20 |        |        |        |        |        |        | 3      |        |        | Tweede Prov. Lim. A                                      | 45                                                       | Vroegtijdig stopgezet wegens de Coronacrisis                                     |                                           |
| 2020/21 |        |        |        |        |        |        |        |        |        | Tweede Prov. Lim. A                                      |                                                          | Geschrapt wegens de Coronacrisis                                                 |                                           |
| 2021/22 |        |        |        |        |        |        | 11     |        |        | Tweede Prov. Lim. A                                      | 38                                                       |                                                                                  |                                           |